# Momordica sahyadrica
Momordica sahyadrica är en gurkväxtart som beskrevs av Kattuk. och V.T.Antony. Momordica sahyadrica ingår i släktet Momordica och familjen gurkväxter. Inga underarter finns listade i Catalogue of Life.